# Streamline

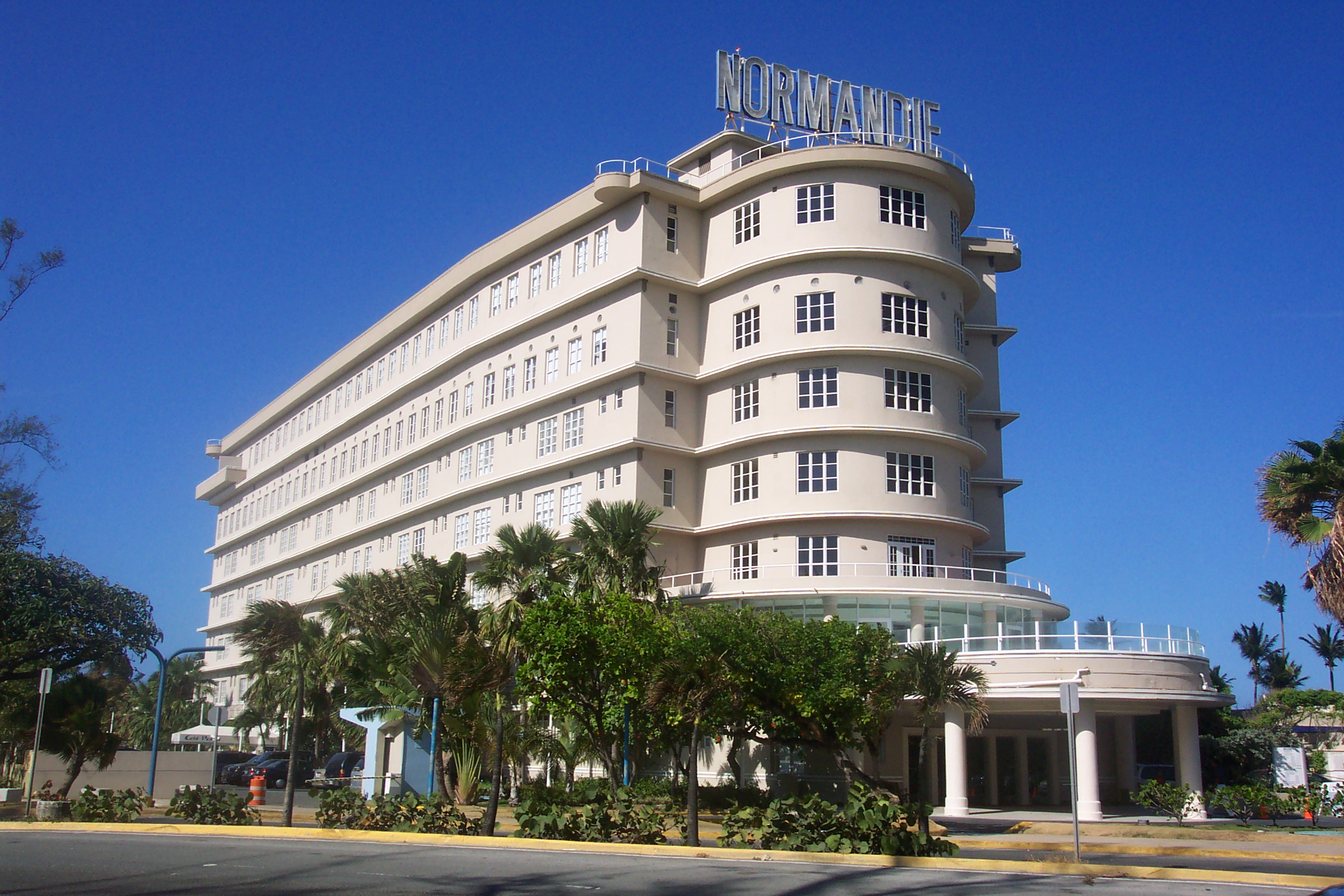
Portoryko, hotel Normandie

Streamline (także: styl okrętowy, Streamlining, Streamlined Moderne, Streamlined Style) – styl w projektowaniu i architekturze, odmiana modernizmu, zapoczątkowany w latach 30. XX wieku. Tworzył przedmioty o gładkich sylwetkach, pozbawione widocznych granic między ich częściami. Główni przedstawiciele: Raymond Loewy oraz Norman Bel Geddes.

## Geneza
Genezę stylu, jako analogię architektoniczną czy dizajnerską do budownictwa okrętowego można upatrywać w projektach Williama Vose’a Picketta, który od 1844 roku lansował „architekturę metalurgiczną”, uważając, że lane żelazo nie nadaje się do odlewania kątów prostych. Wzorem było dlań budownictwo okrętowe i mostowe, gdzie dominowały obłe łuki. Uważał, że podobne zasady stosować można w architekturze. W 1930 roku (Wielka Brytania) Charles Burney zbudował samochód o opływowych kształtach, który nazwano Burney Streamliner. Eliminował on w maksymalny sposób opory powietrza. Formę tę zapożyczył z doświadczeń stoczniowych, co przyczyniło się do wywiedzenia nazwy całego stylu.

## Opis
Przeciwstawił się funkcjonalizmowi stylu międzynarodowego. Streamlining hołdował prędkości, jako „istocie współczesności”, więc stosowano aerodynamiczne kształty łzy i owalu. Zainspirowany rozwijającym się przemysłem lotniczym, kolejowym i stoczniowym. Został niezwykle szybko przyjęty przez społeczeństwo. Jego ideą było ukrywanie funkcjonalnej części produktu pod warstwą blachy lub termoutwardzalnego bakelitu, który stał się ulubionym materiałem twórców streamline’u.
Projektanci streamline’u uważali, że forma może tak daleko odbiegać od funkcji, aż jej wprost nie zaprzeczy. Stosowano tę ideę w stosunku do wszystkiego, od tosterów, przez samochody, do lokomotyw. Miał on wielki wpływ na amerykańskie wzornictwo. Utworzył system corocznych zmian programów serii limitowanych, co sprawiło wciągnięcie klientów w karuzelę zmian cykli mody. Wywołało to potrzebę społeczeństwa – bycie modnym.
W architekturze elementy wzornictwa okrętowego zapożyczono we wzorze okien mających przypominać bulaje, a także nawiązujące do maszynowni pionowe ciągi okien w klatkach schodowych typu „termometr”.

## Streamline w Polsce

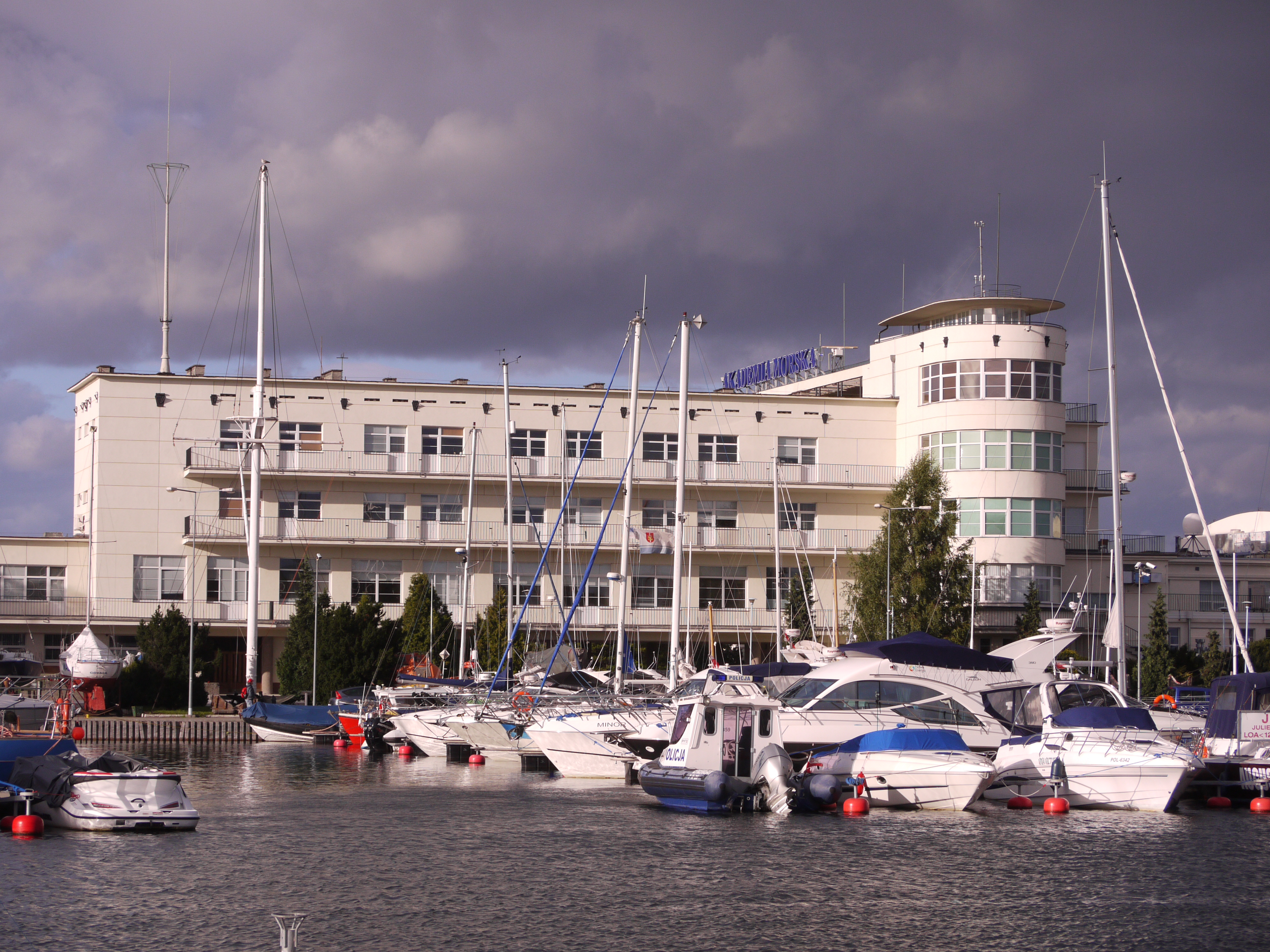
Dom Żeglarza Polskiego w Gdyni

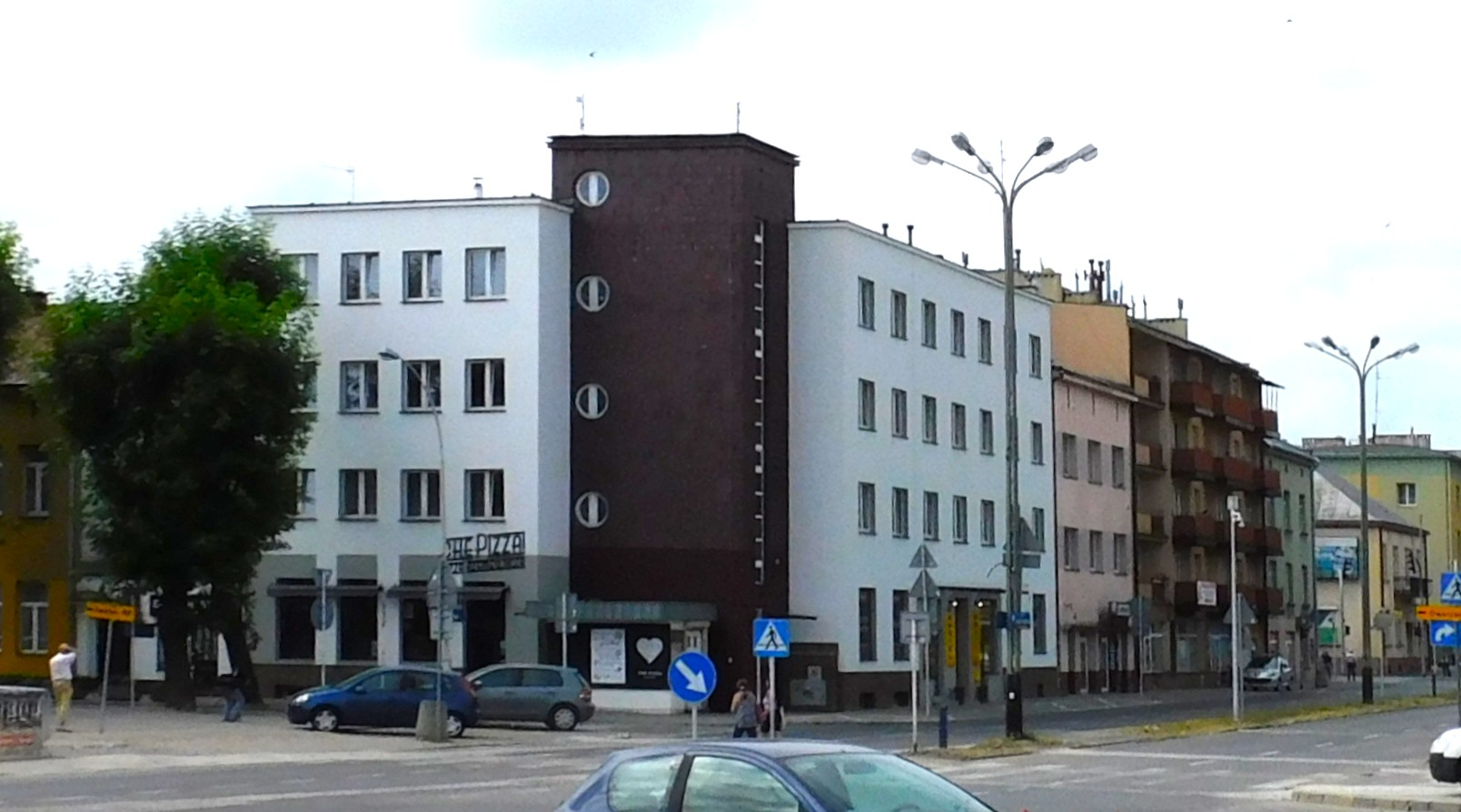
Stara siedziba Hotelu Polonia w Rzeszowie

### Architektura

#### Gdynia
Styl został szybko przyjęty w architekturze polskiej, zwłaszcza widoczny jest w architekturze gwałtownie rozwijającej się w ostatnich latach przed II wojną światową Gdyni. Najwięcej przykładów architektury związanej z nurtem okrętowym można znaleźć właśnie w Gdyni.
Przykłady gdyńskich realizacji budynków w stylu streamline:
- Budynek biurowy ZUS,
- Zespół mieszkaniowy Banku Gospodarstwa Krajowego,
- Dom Żeglarza Polskiego.

#### Warszawa

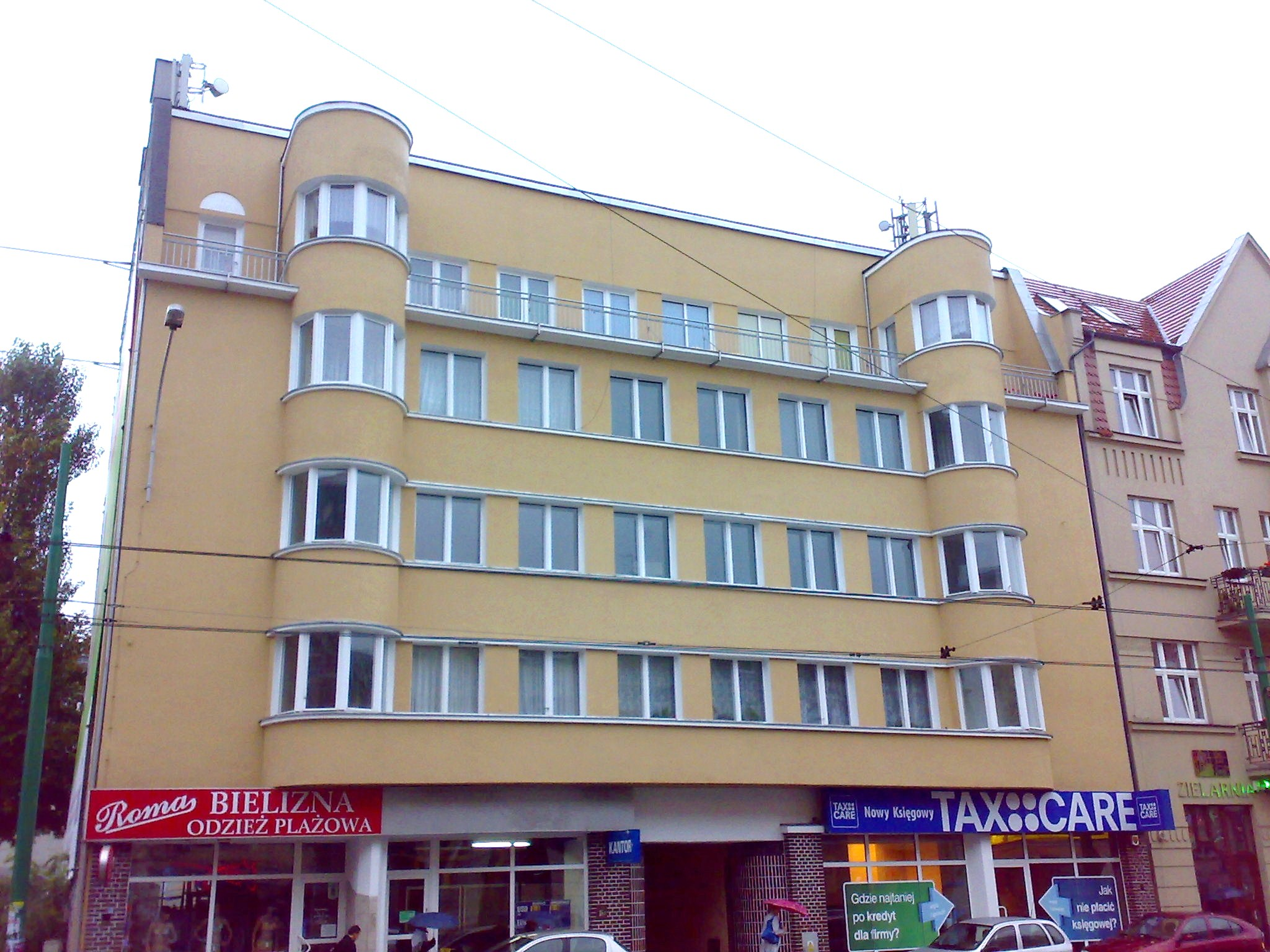
Poznań, Dąbrowskiego 8

Przykładem warszawskiego budynku utrzymanego w stylu streamline jest budynek Państwowych Torów Wyścigów Konnych Służewiec.

#### Łódź
Z łódzkich realizacji budowlanych w stylu streamline to budynki:
- kamienica Jakuba Lando[5],
- kamienica braci Enderów na rogu al. Mickiewicza i al. Kościuszki[4][6],
- gmach PZU[4].

#### Opole

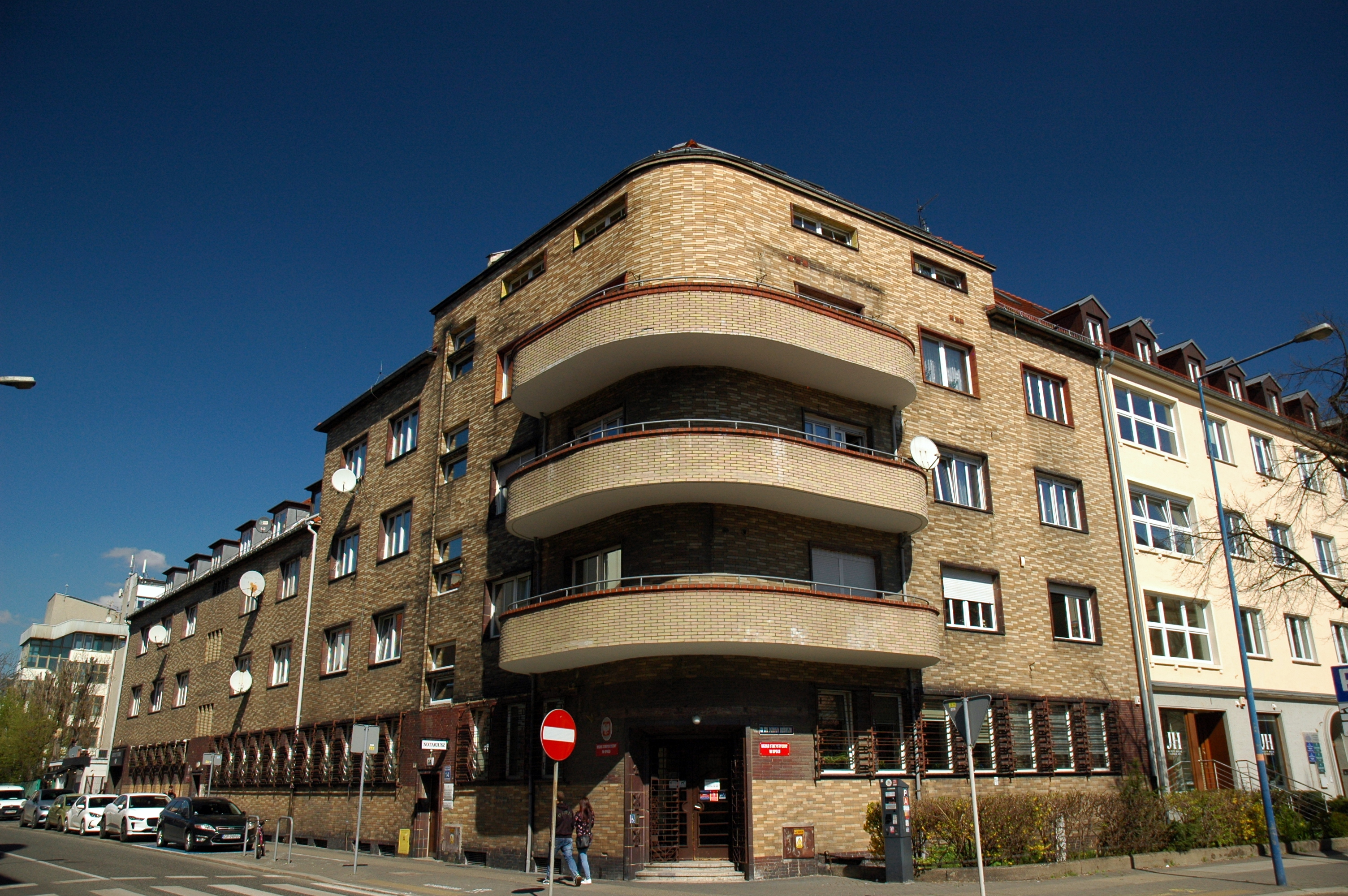
Budynek Urzędu Statystycznego w Opolu

Budynek znajdujący się przy ulicy Sempołowskiej 2 w Opolu, który mieści Urząd Statystyczny w Opolu. Styl architektoniczny tego obiektu to modernizm międzywojenny, z wyraźnymi wpływami stylu okrętowego, będącego odmianą późnego modernizmu i zbliżonego do nurtu art déco. Charakterystyczne cechy tego stylu widoczne na zdjęciu to:
- zaokrąglone narożniki budynku, przypominające kadłub statku;
- poziome, szerokie balkony z obłymi krawędziami;
- poziome pasy okien podkreślające horyzontalność fasady;
- zastosowanie klinkierowej cegły elewacyjnej w różnych odcieniach, co nadaje elewacji głębi i dynamiki;
- brak zbędnych dekoracji – zgodnie z zasadami funkcjonalizmu modernistycznego.

#### Poznań
Poznańską realizacją w stylu streamline jest kamienica przy ul. Dąbrowskiego 8.

#### Rzeszów
W Rzeszowie co najmniej dwa budynki zaprojektowane przez Zygmunta Tarasina nawiązują do wzornictwa okrętowego: pierwszy budynek Hotelu Polonia i dom przy ul. Hetmańskiej 17. Podobieństwo domu przy ul. Kraszewskiego pozwala na przypuszczenie tego samego autorstwa. Ten styl również domy projektowane przez innych architektów w okresie rozbudowy Rzeszowa związanej z powstaniem Centralnego Okręgu Przemysłowego.

### Projektowanie
Jednym z pierwszych na świecie samochodów o nadwoziu streamline był Lux-Sport z 1936 roku. Miał zabudowane w błotnikach reflektory, co było nowością we wzornictwie samochodowym.